# Verge cube
La verge cube (cubic yard en anglais) est une unité de volume, équivalent au volume d'un cube d'une verge (yard) de côté. Son abréviation est yd³ ou cu yd.

## Abréviations
Pour représenter cette unité, il y a diverses abréviations différentes. Les plus usitées en anglais sont :
- cubic yards, cubic yard, cubic yds, cubic yd
- cu yards, cu yard, cu yds, cu yd, CYs
- yards/-3, yard/-3, yds/-3, yd/-3
- yards^3, yard^3, yds^3, yd^3
- yards³, yard³, yds³, yd³

## Équivalences
1 yard cubique équivaut à :
- 46 656 pouces cubiques
- 27 pieds cubiques
- 0,0006198347107438 acre Pieds
- 0,00000000018342646506386 milles cubiques

- Exactement 764 554,857984 millilitres ou centimètres cubes
- Exactement 764,554857984 litres ou décimètres cubes
- Exactement 0,764554857984 kilolitres ou mètres cubes